# Jair Soares
Jair Soares (Porto Alegre, 26 de noviembre de 1933) es un político brasileño, afiliado al Partido Progresista. Fue gobernador de Rio Grande do Sul por el PDS, antigua denominación de los progresistas.
Ha sido ministro de la Seguridad Social en el gobierno de João Figueiredo, alcalde de Porto Alegre, diputado estadual y federal. En 1982 se celebraron las primeras elecciones directas para gobernador en Brasil desde 1962. Durante el régimen militar los gobernadores eran designados por el gobierno federal. Los candidatos en Rio Grande do Sul eran Pedro Simon por el PMDB, Alceu Collares por el PDT, Olívio Dutra por el PT y el propio Soares por el PDS, partido sucesor de la ARENA, apoyo civil del régimen militar. Los otros candidatos habían formado parte del Movimiento Democrático Brasileño, pero se dividieron a la hora de las elecciones. Soares y Simon eran los grandes favoritos. Finalmente Soares venció con poco más del 1% de los votos, convirtiéndose en el primer gobernador elegido democráticamente tras el gobierno militar.
En 2002 fue elegido diputado estadual. Dos años después, perdió las elecciones a la alcaldía de Porto Alegre ante José Fogaça, del PPS.
- Datos: Q10304991
- Multimedia: Jair Soares / Q10304991